# 제로니무 드 소자

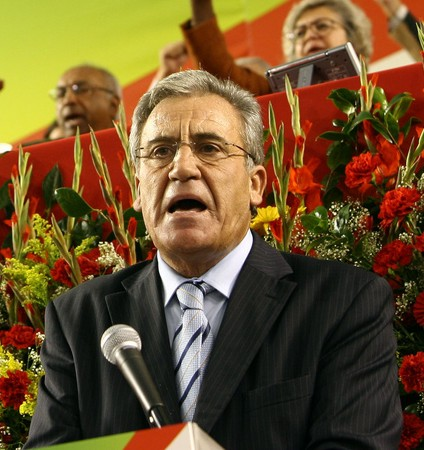
제로니무 드 소자

제로니무 카르발류 드 소자(포르투갈어: Jerónimo Carvalho de Sousa, 1947년 4월 13일 ~ )는 포르투갈의 정치인으로 2004년 11월 이래 포르투갈 공산당의 총서기를 역임하고 있다. 2006년 포르투갈 대통령 선거 후보 가운데 하나였던 그는 현재 국회의원직을 역임하고 있다.